# Guardia nazionale dell'Ucraina
La Guardia nazionale dell'Ucraina (NHU; in ucraino: Національна гвардія України, Nacional'na hvardija Ukraïny) è il corpo di Gendarmeria nazionale ucraina e forza militare interna, sotto la giurisdizione del Ministero degli affari interni. È la componente di riserva delle forze armate dell'Ucraina, ristabilita il 13 marzo 2014 nel mezzo delle crescenti tensioni e destabilizzazioni in Ucraina.

## Storia
La Guardia nazionale venne originariamente creata il 4 novembre 1991, poco dopo che l'Ucraina ebbe ottenuto l'indipendenza, sotto la diretta supervisione del Consiglio Supremo dell'Ucraina, dalla legge "Sulla Guardia nazionale d'Ucraina" n. 1775-XII.
Tuttavia è stata sciolta fra grandi polemiche nove anni più tardi, l'11 gennaio 2000, come parte di un taglio alle spese militari da parte dell'allora presidente Leonid Kučma. Tra il 1995 e il 2000 esistevano sia la Guardia nazionale d'Ucraina sia le Truppe interne dell'Ucraina.
Durante i suoi primi anni d'esistenza, la Guardia nazionale fu indirettamente coinvolta nel conflitto in Transnistria durante la primavera/estate del 1992, contribuendo a difendere il confine contro una rinnovata minaccia di guerra verso l'Ucraina. Le formazioni coinvolte furono la 3ª, la 4ª e la 5ª Divisione. Successivamente, fino al 1998, le unità della Guardia nazionale supportarono le guardie di frontiera nelle operazioni anti-contrabbando condotte al confine con la Moldavia e la regione separatista moldava della Transnistria.

### Ricostituzione nel 2014
La Guardia nazionale venne ricreata in conformità con la legge dell'Ucraina sulla "Guardia nazionale d'Ucraina" n. 4393 del 12 marzo 2014. Un precedente tentativo dall'allora presidente Juščenko per riportare la Guardia nazionale durante i disordini civili nel 2008 venne bloccato dalla Rada. Venne così ricostituita nel marzo 2014, dopo l'inizio della occupazione russa della Crimea, con il contemporaneo scioglimento delle Truppe interne dell'Ucraina.
La forza armata appena ricostituita venne creata utilizzando in parte le truppe della gendarmeria, prevedendo anche d'incorporare le milizie e le frange armate di alcuni dei partiti e delle organizzazioni politiche, tra cui il movimento Euromaidan. Tuttavia tali piani hanno incontrato resistenza da alcuni di questi ultimi, che non volevano rinunciare alle loro armi o comunque subordinarsi al controllo del governo. Il reclutamento diretto era destinato anche alle accademie militari. Il 16 marzo, il governo Jacenjuk ha annunciato piani per l'assunzione di 10.000 persone entro i successivi 15 giorni per la Guardia nazionale. Vennero accettati anche volontari individuali.

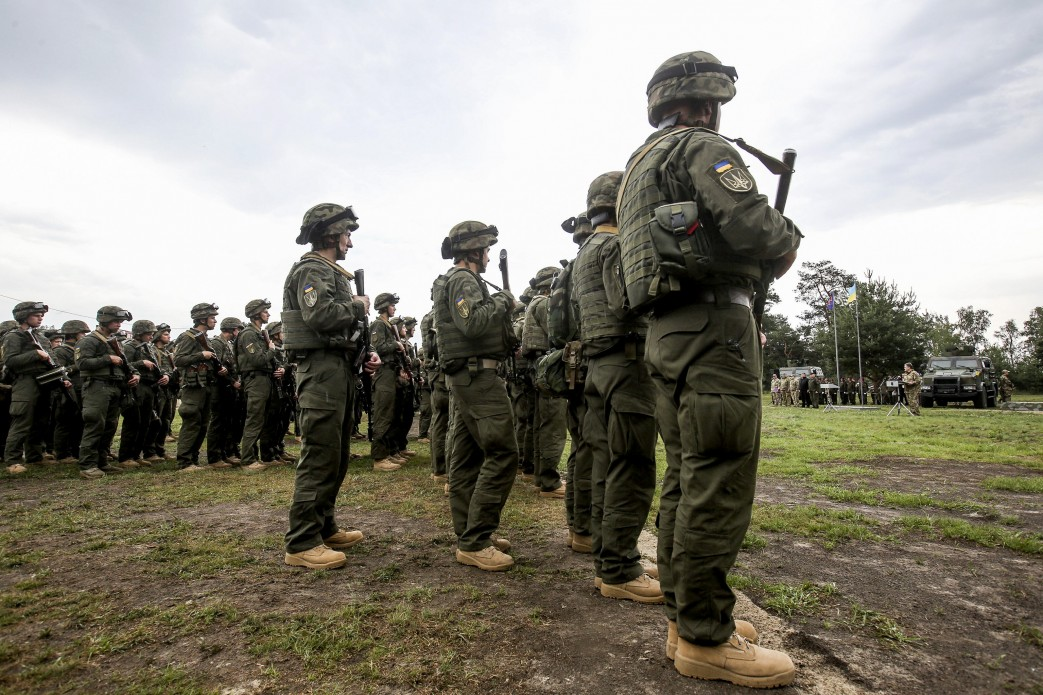
Militari della 4ª Brigata di Rapido Intervento.

La legge del 2014 prevedeva una forza iniziale autorizzata di 33.000 uomini. Stabiliva inoltre i compiti della Guardia nazionale, come il mantenimento dell'ordine pubblico, la protezione delle infrastrutture strategiche come le centrali nucleari e "difendere l'ordine costituzionale e ripristinare l'attività degli organi statali", con particolare riferimento all'occupazione russa della Crimea appena avvenuta, così come per la percepita minaccia russa in Ucraina nel suo complesso.
La Guardia nazionale ricevette una gran parte del denaro dalla riprogrammazione di bilancio di emergenza approvata dal Parlamento per il finanziamento degli appalti per armi, equipaggiamento per la riparazione e addestramento (tale riprogrammazione è equivalente a 600 milioni di dollari nel 2014). Si prevedeva che la forza della Guardia nazionale raggiungesse le 60.000 persone. La paga per i regolari della Guardia nazionale era di circa 214 euro (297 dollari) al mese, equivalenti al reddito mensile medio ucraino. Gli ufficiali ricevevano circa il doppio di tale importo.
Nel 2015 ha incorporato alcune unità paramilitari che avevano combattuto nel Donbass, tra cui i battaglioni Azov e Donbas.
In tempo di pace la Guardia Nazionale si concentra sull'applicazione della legge civile con compiti di gendarmeria, come la lotta contro la criminalità organizzata, i disordini civili, il controllo della sicurezza interna. Tuttavia, durante il tempo di guerra la Guardia Nazionale può essere mobilitata e prendere parte alle operazioni di combattimento a fianco delle Forze armate ucraine, come fatto durante la guerra del Donbass e nel 2022 durante l'invasione russa dell'Ucraina.

### Guerra russo-ucraina
Nel febbraio 2023 il Ministero degli affari interni ha annunciato la creazione di un progetto, denominato Guardia Offensiva, al fine di creare 8 nuove brigate (da zero oppure riorganizzando unità già esistenti) con l'obiettivo dichiarato di contribuire a liberare l'intera Ucraina, compresa la Crimea. Sei di queste otto brigate sono appartenenti alla Guardia Nazionale, mentre le restanti due rispettivamente alla Polizia per operazioni speciali e alla Guardia di Frontiera. Nel marzo 2023 a queste unità si è aggiunta la 13ª Brigata "Chartija", creata a partire dall'omonima unità di volontari della regione di Charkiv nata nell'aprile 2022 come parte della 127ª Brigata di difesa territoriale. Nel corso della guerra sono state inoltre espanse al rango di reggimento o brigata numerose unità e ne sono state create altre da zero, fra cui la prima brigata di artiglieria della Guardia nazionale.

## Struttura
A partire dal 2017 la Guardia Nazionale è divisa in cinque comandi operativi-territoriali:
- Comando operativo-territoriale occidentale
- Comando operativo-territoriale settentrionale
- Comando operativo-territoriale centrale
- Comando operativo-territoriale orientale
- Comando operativo-territoriale meridionale

Un sesto comando operativo-territoriale per la Crimea esiste solo sulla carta, fino a quando la penisola non verrà restituita dalla Russia all'Ucraina (attualmente le unità della Crimea sono sotto la Guardia Nazionale della Federazione Russa).
Nel 2025, in seguito alla riforma delle Forze armate ucraine che ha portato alla creazione dei comandi intermedi di corpo d'armata, la Guardia Nazionale ha costituito due corpi per coordinare le brigate operative.
Unità direttamente subordinate alla Direzione generale
- 1º Corpo della Guardia Nazionale "Azov" (unità militare 4110)
- 2º Corpo della Guardia Nazionale "Chartija" (unità militare 4125)
- 4ª Brigata di reazione rapida "Rubiž" (Hostomel', unità militare 3018)
- 13ª Brigata operativa "Chartija" (Charkiv, unità militare 3102)
- 22ª Brigata di protezione missioni diplomatiche e consolati di paesi esteri "Rus' di Kiev" (Kiev, unità militare 2260)
- 1º Reggimento di protezione infrastrutture statali "Kodak" (Dnipro, unità militare 3021)
- 2º Reggimento di protezione infrastrutture statali (Šostka, unità militare 3022)
- 4º Reggimento di protezione infrastrutture statali (Pavlohrad, unità militare 3024)
- 28º Reggimento di protezione infrastrutture statali (Centrale nucleare di Černobyl', unità militare 3041)
- 29º Reggimento di protezione infrastrutture statali (Centrale nucleare di Chmel'nyc'kyj, unità militare 3043)
- 30º Reggimento di protezione infrastrutture statali (Centrale nucleare Pivdennoukraïns'ka, unità militare 3044)
- 33º Reggimento di protezione infrastrutture statali (Centrale nucleare di Rivne, unità militare 3045)
- 2º Battaglione di protezione infrastrutture statali (Centrale nucleare di Zaporižžja, unità militare 3042)
- Battaglione di sicurezza e servizio del quartier generale (Kiev, unità militare 3078)
- Forza aeronautica della Guardia Nazionale (Oleksandrija, unità militare 2269)
- Centro comunicazioni della Guardia Nazionale (Novi Petrivci, unità militare 3077)
- Centro addestramento della Guardia Nazionale (Zoločiv, unità militare 3007)
- Centro operazioni speciali della Guardia Nazionale (unità militare 3073)
- unità minori e di supporto

Comando operativo-territoriale occidentale (Leopoli, unità militare 2250)
- 2ª Brigata della Guardia Nazionale "Galizia" (Leopoli, unità militare 3002)
- 14ª Brigata operativa "Ivan Bohun" (Kalynivka, unità militare 3028)
- 20ª Brigata operativa "Ljubart" (Luc'k, unità militare 3009)
- 24º Reggimento della Guardia Nazionale "Atamano Petro Sahajdačnyj" (Černivci, unità militare 3113)
- 26º Reggimento della Guardia Nazionale (Časlivci, unità militare 3115)
- 36º Reggimento della Guardia Nazionale (Chmel'nyc'kyj, unità militare 3053)
- 40º Reggimento della Guardia Nazionale "Colonnello Danylo Nečaj" (Vinnycja, unità militare 3008)
- 45º Reggimento operativo "Oleksandr Krasic'kyj" (Leopoli, unità militare 4114)
- 50º Reggimento della Guardia Nazionale "Colonnello Semen Vysočan" (Ivano-Frankivs'k, unità militare 1241)
  -  Battaglione operativo "Kruk"
- 15º Battaglione della Guardia Nazionale (Rivne, unità militare 3055)
- 32º Battaglione della Guardia Nazionale (Luc'k, unità militare 1141)
- Distaccamento speciale "Vega" (Leopoli)
- unità minori e di supporto

Comando operativo-territoriale settentrionale (Kiev, unità militare 3001)
- 1ª Brigata operativa presidenziale "Atamano Petro Dorošenko" (Vyšhorod, unità militare 3027)
- 19ª Brigata della Guardia Nazionale (Šostka, unità militare 3114)
- 25ª Brigata di protezione dell'ordine pubblico "Principe Askold" (Kiev, unità militare 3030)
  -  Battaglione speciale della guardia d'onore
- 27ª Brigata della Guardia Nazionale "Pečers'k" (Kiev, unità militare 3066)
- 27º Reggimento della Guardia Nazionale (Černihiv, unità militare 3082)
- 31º Reggimento della Guardia Nazionale (Čerkasy, unità militare 3061)
- 75º Battaglione della Guardia Nazionale (Žytomyr, unità militare 3047)
- unità minori e di supporto

Comando operativo-territoriale centrale (Dnipro, unità militare 3006)
- 16ª Brigata artiglieria della Guardia Nazionale (Dnipro, unità militare 3101)
- 17ª Brigata della Guardia Nazionale "Poltava" (Poltava, unità militare 3052)
- 21ª Brigata di protezione dell'ordine pubblico "Petro Kalnyševs'kyj" (Kryvyj Rih, unità militare 3011)
- 31ª Brigata della Guardia Nazionale "Dnipro-Maggior generale Oleksandr Radijevs'kyj" (Dnipro, unità militare 3036)
- 37º Reggimento di protezione dell'ordine pubblico (Kremenčuk, unità militare 3059)
- 14º Battaglione trasporti (Dnipro, unità militare 3054)
- unità minori e di supporto

Comando operativo-territoriale orientale (Charkiv, unità militare 2240)
- 3ª Brigata operativa "Colonnello Petro Bolbočan" (Charkiv, unità militare 3017)
- 5ª Brigata della Guardia Nazionale "Slobožanščina" (Charkiv, unità militare 3005)
- 12ª Brigata operazioni speciali "Azov" (Mariupol', unità militare 3057)
- 18ª Brigata della Guardia Nazionale "Slov"jans'k" (Slov"jans'k, unità militare 3035)
  -  Battaglione operazioni speciali "Donbass"
- 35º Reggimento della Guardia Nazionale "Sumy" (Sumy, unità militare 3051)
- 58º Battaglione della Guardia Nazionale (unità militare 3158)
- 59º Battaglione della Guardia Nazionale (unità militare 3159)
- Distaccamento speciale "Ares" (Charkiv)
- unità minori e di supporto

Comando operativo-territoriale meridionale (Odessa, unità militare 3003)
- 11ª Brigata di protezione dell'ordine pubblico "Mychajlo Hruševs'kyj" (Odessa, unità militare 3012)
- 15ª Brigata operativa "Eroe dell'Ucraina tenente Bohdan Zavada" (Zaporižžja, unità militare 3029)
- 23ª Brigata di protezione dell'ordine pubblico "Chortycja" (Zaporižžja, unità militare 3033)
- 19º Reggimento di protezione dell'ordine pubblico "Mykolaïv" (Mykolaïv, unità militare 3039)
- 34º Reggimento della Guardia Nazionale "Cherson" (Cherson, unità militare 3056)
- 18º Battaglione della Guardia Nazionale (Izmaïl, unità militare 3058)
- 19º Battaglione trasporti (Zaporižžja, unità militare 3026)
- 34º Battaglione trasporti (Odessa, unità militare 3014)
- Distaccamento speciale "Omega" (Odessa)
- unità minori e di supporto

## Organizzazione

### Dal 1992 al 2000
Alla fine del 1992, vennero formate sei divisioni:
- 1ª Divisione (Kiev) - Kiev, Žytomyr
- 2ª Divisione (Est) - Charkiv, Čuhuïv, Luhans'k
- 3ª Divisione (Sud) - Odessa, Charkiv, Sinferopoli, Sebastopoli, Mykolaïv, Cherson
- 4ª Divisione (Nord) - Donec'k, Dnipropetrovs'k, Mariupol', Pavlohrad, Kryvyj Rih
- 5ª Divisione (Ovest) - Leopoli, Luc'k, Ivano-Frankivs'k, Ternopil', Drohobyč
- 6ª Divisione - Čuhuïv (formata dalla 48ª Divisione Motorizzata che divenne la 92ª Brigata Meccanizzata nel 1999)
- 7ª Divisione (Crimea) - Sinferopoli (dal 1996 - formata dalla 126ª Divisione Motorizzata)

Sotto la struttura pre-2000, la Guardia nazionale amministrativamente passò sotto il Ministero degli Interni, ma operativamente rispondeva direttamente al presidente dell'Ucraina, anche se prima del 1995 il Parlamento aveva un certo controllo operativo. Nella struttura del 2014, riferisce sia amministrativamente che operativamente al Ministro degli Affari Interni, una posizione attualmente detenuta da Arsen Avakov. Nella vecchia NSU, il suo comandante generale veniva originariamente nominato dal Presidium della Verchovna Rada (il parlamento ucraino) ogni 5 anni. Il suo vice comandante veniva nominato del Presidente dell'Ucraina su raccomandazione del Comandante. Tuttavia, nel 1995 il sistema venne modificato in modo che sia il comandante sia il vice comandante sarebbero stati nominati dal Presidente.

### Dal 2014

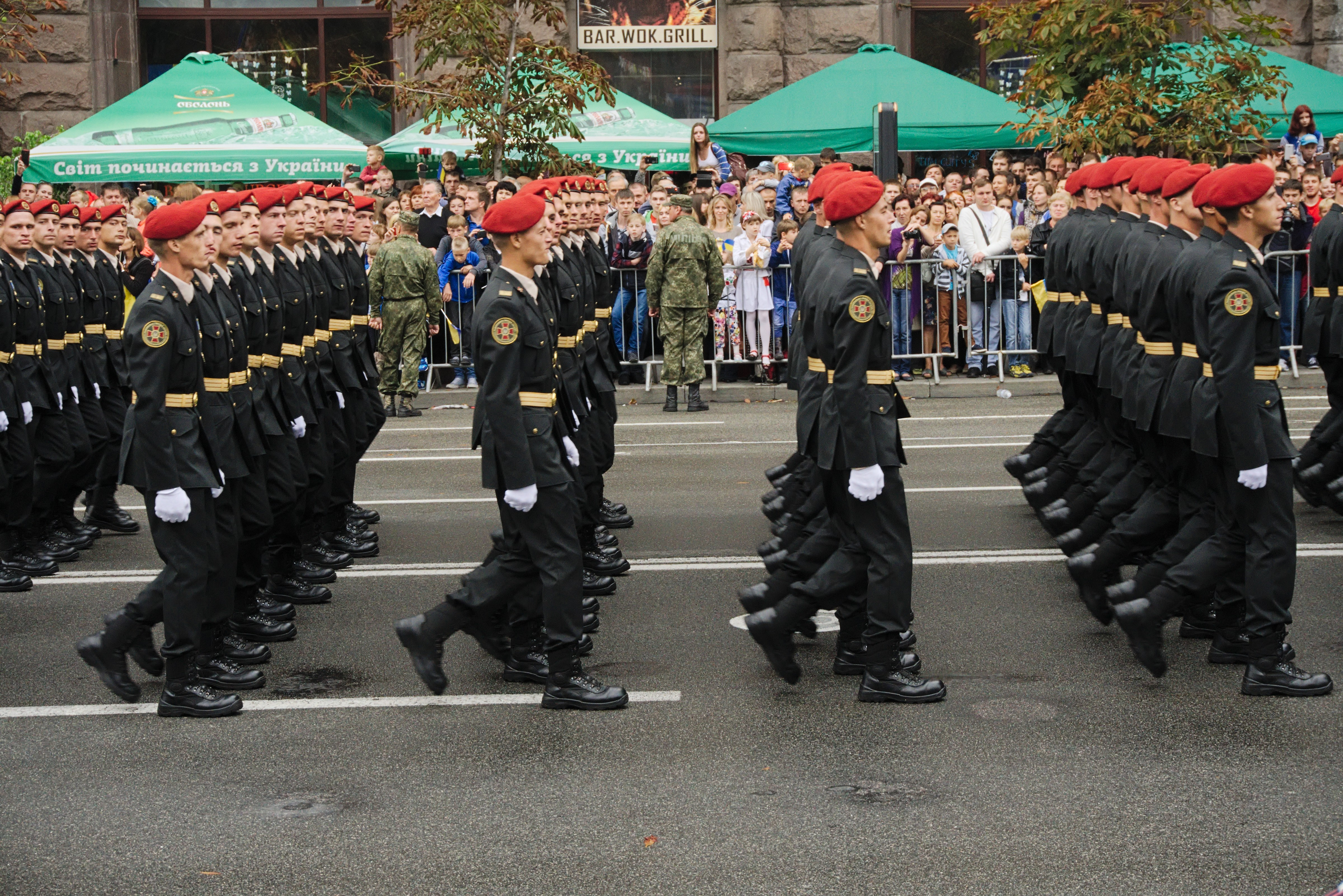
La 25ª Brigata di protezione dell'ordine pubblico nel 2016, alla sfilata per l'anniversario dell'indipendenza.

A partire dalla fine di marzo 2014, la Guardia nazionale era ancora in evoluzione. Tuttavia, gli sviluppi attuali suggeriscono che la 'nuova' Guardia nazionale sarà principalmente una forza di fanteria leggera, fortemente dipendente dalle unità di riserva con pochi elementi di supporto meccanizzati e corazzati. Questo è fortemente in contrasto con la 'vecchia' Guardia nazionale, che era soprattutto una forza di fanteria meccanizzata, con incorporate un certo numero di formazioni ed unità specializzate, con corazzati, artiglieria e supporto aereo come elementi organici.
Il primo dei battaglioni regolari della nuova Guardia nazionale sfilò ufficialmente il 6 aprile dopo solo tre settimane di addestramento. Il battaglione, non identificato, era composto da 500 membri tra i 18 e i 55 anni di età, e sembra essere schierato come forza di reazione rapida, utilizzando veicoli leggeri, come i camion per il trasporto.
Il comandante della Guardia nazionale d'Ucraina è nominato dal Verchovna Rada (il parlamento ucraino) su mozione del Presidente.

## Comandanti
- 1991 - 1995 Tenente generale Volodymyr Kučarec'
- 1995 - 1996 Tenente generale Oleksandr Kuzmuk
- 1996 - 1998 Tenente generale Ihor Valkiv
- 1998 - 2000 Tenente generale Oleksandr Čapovs'kyj
- 2000 - 2014 sciolta e fusa con le Truppe Interne
- 2014 Tenente generale Stepan Poltorak[11]
- 2014 - 2015 Tenente generale Mykola Balan
- 2015 - 2019 Colonnello generale Jurij Allerov
- 2019 - 2022 Tenente generale Mykola Balan
- 2022 - 2023 Tenente generale Jurij Lebid'
- 2023 - Brigadier generale Oleksandr Pivnenko

## Addestramento
Le nuove reclute (quelle che non vennero trasferite dalle truppe interne, dalle Forze di Terra o dalle accademie militari) subirono un corso di formazione iniziale della durata di due settimane, comprendente una gamma di tecniche diverse, dall'utilizzo di armi da fuoco al combattimento corpo a corpo, lettura di mappe e comunicazione. Coloro che firmano per il servizio militare a tempo pieno, come membri della Guardia ricevono almeno altre quattro settimane di addestramento. Per i membri a tempo parziale che completano la loro formazione di due settimane e ritornano alle loro comunità per attendere l'eventuale richiamo in servizio, le autorità sembrano prevedere l'esecuzione di una variante del sistema del battaglione di marcia, basata ove possibile sulle milizie civili esistenti e sui gruppi armati. La maggior parte di loro usano la Sotnja come unità di base, come fa la Guardia nazionale stessa.
Ha una propria accademia militare per la formazione degli ufficiali, con sede a Charkiv.

## Equipaggiamento

### Armi
| Modello                  | Immagine                 | Origine                  | Calibro                  |                          |
| Pistole semi-automatiche | Pistole semi-automatiche | Pistole semi-automatiche | Pistole semi-automatiche | Pistole semi-automatiche |
| ------------------------ | ------------------------ | ------------------------ | ------------------------ | ------------------------ |
| Fort-12                  |                          | Ucraina                  | 9×18 mm                  |                          |
| Fort-15                  |                          | Ucraina                  | 9×18 mm                  |                          |
| Fucili d'assalto         |                          |                          |                          |                          |
| Fort-221                 |                          | Ucraina                  | 5.45×39 mm               |                          |
| Fort-224                 |                          | Ucraina                  | 5.45×39 mm               |                          |
| Fucili a pompa           |                          |                          |                          |                          |
| Fort-500                 |                          | Ucraina                  |                          |                          |
| Fucili di precisione     |                          |                          |                          |                          |
| Fort-301                 |                          | Ucraina                  | 5.56×45 mm NATO          |                          |
| VPR-308                  |                          | Ucraina                  | 7.62×51 mm НАТО          |                          |
| Mitragliatrici           |                          |                          |                          |                          |
| Fort-401                 |                          | Ucraina                  | 5.56×45 mm               |                          |
| Lanciagranate            |                          |                          |                          |                          |
| UAG-40                   |                          | Ucraina                  | 40 mm                    |                          |
| Armi anticarro           |                          |                          |                          |                          |
| Skif                     |                          | Ucraina                  | 152 mm                   |                          |
| Stugna-P                 | Stugna_(ATGM)_00.04.049  | Ucraina                  | 100 mm                   |                          |
| Baryer                   |                          | Ucraina                  | 130 mm                   |                          |
| Korsar                   |                          | Ucraina                  | 105 mm                   |                          |
| RPG-7                    |                          | Russia                   | 40 mm                    |                          |
| RPG-18                   |                          | Russia                   | 64 mm                    |                          |
| RPG-22                   |                          | Russia                   | 72.5 mm                  |                          |
| RPG-26                   |                          | Russia                   |                          |                          |
| SPG-9                    |                          | Russia                   | 73 mm                    |                          |
| 9K111 Fagot              |                          | Russia                   | 120 mm                   |                          |
| 9M113 Konkurs            |                          | Russia                   | 135 mm                   |                          |

### Veicoli
| Modello      | Immagine     | Origine          | Numero       |              |
| Carri armati | Carri armati | Carri armati     | Carri armati | Carri armati |
| ------------ | ------------ | ---------------- | ------------ | ------------ |
| T-64BM1      |              | Ucraina          | 1 (?)        |              |
| Blindati     |              |                  |              |              |
| BTR-3        |              | Ucraina          | 22           |              |
| BTR-4E       |              | Ucraina          | 150          |              |
| Dozor-B      |              | Ucraina          | 100          |              |
| Autoveicoli  |              |                  |              |              |
| KrAZ Cougar  |              | Ucraina          | 20           |              |
| KrAZ Spartan |              | Ucraina          | 21           |              |
| KrAZ-4233    |              | Ucraina          |              |              |
| GAZ-3307     |              | Unione Sovietica |              |              |
| KrAZ-6322    |              | Ucraina          |              |              |
| MAZ-6317     |              | Bielorussia      | 44           |              |
| KAMAZ-65117  |              | Russia           | 5            |              |
| KAMAZ-43114  |              | Russia           | 3            |              |
| KAMAZ-43253  |              | Russia           | 20           |              |
| Isuzu NPR75L |              | Giappone         | 60           |              |
| Nissan NP300 |              | Giappone         | 6            |              |
| BAZ-A081.20  |              | Ucraina          | 33           |              |
| BAZ-A148     |              | Ucraina          | 26           |              |
| Ataman А093  |              | Ucraina          | 50           |              |

## Mezzi aerei
| Aeromobile                     | Origine        | Tipo                          | Versione (denominazione locale) | In servizio | Note | Immagine |
| Elicotteri                     |                |                               |                                 |             | |          |
| Mil Mi-8 Hip                   | Russia         | elicottero da trasporto medio | Mi-8                            | 4           | |          |
| Airbus Helicopters H145        | Unione europea | elicottero utility            | H145                            | 0           | 10 H145 ordinati a luglio del 2018.                                                                                            |          |
| Airbus H225 Superpuma          | Unione europea | SAR                           | H225                            | 1           | 21 H225 di seconda mano aggiornati ordinati a luglio del 2018, con il primo esemplare consegnato a dicembre dello stesso anno. |          |
| Aeromobili a pilotaggio remoto |                |                               |                                 |             | |          |
| BpAK P-100                     | Ucraina        | UAV                           | P-100                           |             | |          |

### Controversie
Il 20 maggio 2014, la Guardia nazionale ha arrestato Graham Phillips, un giornalista di RT. È stato rilasciato il giorno successivo.